# Jardín Tuisiyuan

El jardín Tuisiyuan (en chino, 退思园; pinyin, Tuìsī Yuán), también traducido como Jardín del Retiro y la Reflexión) es un destacado jardín chino en Tongli, Wujiang, Jiangsu, China que, junto a otros jardines clásicos de Suzhou, fue proclamado Patrimonio de la Humanidad por la UNESCO en el año 2001. El área protegida es de 0,421 ha, con una zona tampón de 1,531 ha.

## Historia
El jardín fue construido en 1885 por Ren Lansheng (任兰生), un oficial imperial que trabajaba en la provincia de Anhui y que fue acusado de corrupción. El nombre del jardín (Tuisi) procede de un verso de Zho Zhuan en las Crónicas de Zhuo Qiuming, «Lin Fu es realmente un caballero cuando envía propuestas, muestra lealtad a su país, cuando se retira y reflexiona y enmienda sus errores». También se dice que el nombre procede de un viejo dicho chino, según el cual «leal a la corte del rey con un corazón honesto, necesita reflexionar sobre sí mismo cuando se retira». El jardín fue diseñado por Yuan Long (袁龙), un pintor de la escuela Wumen, que lo construyó en 1885-1887.

## Diseño
El jardín tiene una extensión de 6600 m². Está dividido entre una zona residencial al este y el patio principal con jardín al oeste, con dos patios menores unidos a él.
Tiene en total 24 edificios, 28 tablillas y 12 estelas. El grupo de edificios está unido con el jardín propiamente dicho ubicado al este por una casa de invitados en forma de barco. El diseño del jardín es innovador en el hecho de que usa un eje este-oeste, en lugar del tradicional eje norte-sur. El esquema de los edificios colocados alrededor del estanque en el patio principal usa el estilo "cerca del agua", en el que los edificios se colocan detrás del borde de las aguas y mantiene elevado el nivel de estas. Esta parte del jardín recibe el nombre de "Jardín flotante sobre el agua". El estanque es elemento central y los elegantes edificios lo rodean, entre ellos el llamativo "Puente celestial" que es en realidad una galería doble, algo raro en las regiones al sur del Yangtsé; y en la esquina noroeste, se encuentra un pabellón que permite ver desde arriba la totalidad del jardín.